# Lana Lane
Lana Lane (née à Concord, en Californie) est une chanteuse américaine de rock.

## Biographie
Chanteuse de rock, Lana Lane est née à Concord, en Californie. Elle est la principale chanteuse de son groupe éponyme, et s'est occupé des chœurs pour le groupe Rocket Scientists. Elle a aussi participé aux albums d'Ayreon et d'Erik Norlander. Elle est mariée au producteur de musique Erik Norlander, qui coproduit ses albums avec elle dans leur propre studio, Think Tank Media, à Placerville, en Californie.
Son premier album, Love is an Illusion, sort en 1995 et connait un certain succès au Japon, tout comme Curious Goods, son deuxième album, en 1996. 
Lane apparait en tant que chanteuse invitée sur deux albums d'Ayreon sortis en 2000, Universal Migrator Part 1 : The Dream Sequencer et Universal Migrator Part 2 : Flight of the Migrator, en tant que chanteuse principale et  d'harmonie. Elle fournit également la voix de l'ordinateur pour les deux albums.
Toujours en 2000, elle sort son album Secrets of Astrology. En 2003, Lane interprète le rôle de la reine Guenièvre sur l'album-concept Once and Future King Part I de Gary Hughes. En 2007, Lane sort Red Planet Boulevard, son 9e album studio,,,. Il est enregistré entre les Pays-Bas et San Francisco, en Californie. 
En 2009, Lane chante sur Terra Incognita, un album composé par son mari Erik Norlander en collaboration avec l'écrivain de science-fiction et parolier Kevin J. Anderson. Toujours en 2009, Lane chante sur un autre album-concept composé par son cousin Davy Vain d'après un roman de l'écrivain allemand de science-fiction Wolfgang Hohlbein, pour le CD Blaze and Ashes de Delany.
En 2012, Lane sort El Dorado Hotel après une interruption de cinq ans due, en partie, à la mort de son père. Elle revient dix ans plus tard, en 2022, avec l'album Neptune Blue.

## Discographie
- 1995 : Love is an Illusion
- 1996 : Curious Goods
- 1998 : Garden of the Moon (Angular Records)
- 1998 : Live in Japan
- 1998 : Ballad Collection
- 1999 : Queen of the Ocean
- 1999 : The Best of Lana Lane 1995–1999
- 2000 : Secrets of Astrology
- 2000 : Ballad Collection II
- 2002 : Project Shangri-La
- 2003 : Covers Collection
- 2003 : Winter Sessions
- 2004 : Return to Japan
- 2004 : Storybook: Tales from Europe and Japan (DVD)
- 2005 : Lady Macbeth
- 2006 : 10th Anniversary Concert (coffret DVD/CD)
- 2006 : Gemini
- 2007 : Red Planet Boulevard
- 2008 : The Best of Lana Lane 2000–2008
- 2012 : El Dorado Hotel
- 2022 : Neptune Blue